# Elasticus
Elasticus är ett anonymnamn på en svensk stenhuggare. Han var verksam i slutet av 1200-talet på Gotland där han högg portaler till bland annat Ekeby kyrka och Lokrume kyrka. 